# Ralf Göthel
Ralf Göthel (ur. w 1962) – niemiecki biathlonista reprezentujący NRD, wicemistrz świata seniorów i wielokrotny medalista mistrzostw świata juniorów. Pierwszy sukces osiągnął w 1981 roku, zdobywając trzy medale na MŚJ w Lahti. Był najlepszy w sprincie i sztafecie, a w biegu indywidualnym zajął trzecie miejsce. Na rozgrywanych rok później MŚJ w Mińsku zdobył kolejne trzy medale: ponownie złote w sprincie i sztafecie oraz srebrny w biegu indywidualnym. W 1985 roku wspólnie z André Sehmischem, Matthiasem Jacobem i Frankiem-Peterem Roetschem zdobył srebrny medal w sztafecie podczas mistrzostw świata w Ruhpolding. Na tej samej imprezie był też czwarty w biegu indywidualnym, przegrywając walkę o podium z Tapio Piipponenem z Finlandii. W Pucharze Świata zadebiutował w sezonie 1981/1982. W zawodach tego cyklu jeden raz stanął na podium: 14 stycznia 1984 roku w Pontresinie był trzeci w sprincie. Wyprzedzili go tam tylko Norweg Eirik Kvalfoss i Frank-Peter Roetsch. W klasyfikacji generalnej sezonu 1983/1984 zajął ostatecznie piątą pozycję. Nigdy nie wystartował na igrzyskach olimpijskich.

## Osiągnięcia

### Mistrzostwa świata
| Rok  | Miejscowość | Konkurencje | Konkurencje | Konkurencje | Konkurencje | Konkurencje | Konkurencje | Konkurencje |
| Rok  | Miejscowość | IN          | SP          | PU          | MS          | RL          | MR          | SR          |
| ---- | ----------- | ----------- | ----------- | ----------- | ----------- | ----------- | ----------- | ----------- |
| 1985 | Ruhpolding  | 4.          | –           | nd.         | nd.         | 2.          | nd.         | –           |

### Puchar Świata

#### Miejsca w klasyfikacji generalnej
| Sezon     | Miejsce |
| --------- | ------- |
| 1981/1982 | 27.     |
| 1982/1983 | 21.     |
| 1983/1984 | 5.      |
| 1984/1985 | 8.      |
| 1985/1986 | 27.     |
| 1986/1987 | 43.     |

#### Miejsca na podium chronologicznie
| Lp. | Dzień       | Rok  | Miejscowość | Konkurencja     | Lokata | Pudła | Czas biegu | Strata | Zwycięzca      |
| --- | ----------- | ---- | ----------- | --------------- | ------ | ----- | ---------- | ------ | -------------- |
| 1.  | 14 stycznia | 1984 | Pontresina  | Sprint na 10 km | 3.     | 0+1   | 29:29,4    | +44,2  | Eirik Kvalfoss |